# Helcon yezonicum
Helcon yezonicum är en stekelart som beskrevs av Watanabe 1931. Helcon yezonicum ingår i släktet Helcon och familjen bracksteklar. Inga underarter finns listade i Catalogue of Life.